# Napfivér, Holdnővér
A Napfivér, Holdnővér (eredeti cím: Fratello sole, sorella luna vagy Brother Sun, Sister Moon) 1972-ben bemutatott  olasz–brit filmdráma Franco Zeffirelli rendezésében.
A film Assisi Szent Ferenc életének eseményein alapul.
A forgatókönyvírók egyike  Lina Wertmüller olasz rendezőnő volt. A nemzetközi forgalmazásban bemutatott változatban Donovan dalai hallhatók, s az énekes személye megerősíti az 1960-as évek végének diák- és hippimozgalmaira vonatkozó rejtett utalásokat. Olaszországban 1972. március 3-án mutatták be a mozikban. A Napfivér, Holdnővért a közönség kedvezően fogadta, népszerűsége – főleg a fiatalok körében – a bemutató óta eltelt évtizedek ellenére is töretlen. A kritikai fogadtatás már kevésbé volt egyértelmű: számos kritikus szóvá tette, hogy Zeffirelli túlzottan idealizálva ábrázolja főszereplőjét, mintegy kiemeli abból a társadalmi-politikai közegből, amelyben élt és tevékenykedett, s ezáltal a jó szándék ellenére is egyoldalú képet alkot róla. Ugyanakkor tagadhatatlan, hogy Ferenc életútján keresztül a rendező örök emberi értékeket emel piedesztálra, mint például az önzetlenség, a szerénység, az önfeláldozás, a segítőkészség, a természet szeretete, a pusztítás helyett az alkotás képessége és öröme. A mozifilm az Euro International Film (EIA) és a Vic Films Productions gyártásában készült.

## Cselekmény
„Áldott légy, Uram, s minden alkotásod,

Legfőképpen urunk-bátyánk, a Nap,

Aki a nappalt adja

és aki reánk deríti a te világosságod.

És szép ő és sugárzó, nagy ragyogással ékes:

A te képed, Fölséges.
Áldjon, Uram téged Hold nénénk

és minden csillaga az égnek; 

Őket az égen alkotta kezed fényesnek, drágaszépnek!”

A beteg Ferenc (Graham Faulkner)

Ferenc (Francesco) hazatér a háborúból. Szülei gondos ápolásban részesítik. A betegágyán fekvő fiú felidézi korábbi életének néhány meghatározó eseményét, így például első találkozását a szépséges Klárával. A lány élelmet vitt a folyópartra, az ott élő leprásoknak. A fiatalember elborzadva távozott, amikor meglátta a szerencsétlen embereket. Egy szép napon Ferenc madárcsicsergésre ébred. Bizonytalan mozdulatokkal ugyan, de felkel az ágyból, és követi a kismadarat, ki a háztetőre. Ettől kezdve egyre több időt tölt a szabadban, a virágok és az állatok között, gyönyörködik a természet szépségében. Sétái során elvetődik egy régi templom romjához is. Ferenc apja, Pietro di Bernardone textilkereskedő örül, hogy fia egyre jobb állapotban van, elvégre egy vagyont költött misékre, de lám, megérte! A fiatalember újra találkozik Klárával. A lány azt mondja neki, hogy az assisi polgárok bolondnak tartják Ferencet, mert madarakkal beszélget, pillangókat kerget és a virágokban gyönyörködik. Klára szerint viszont a fiú nem most bolond, hanem régebben, a háború előtt volt az. A közelben tartózkodó szülők örömmel szemlélik a fiatalok idilljét, úgy gondolják, ez volt valójában Ferenc legnagyobb baja: hiányzott neki egy asszony. Pietro szerint azonban esküvő előtt a fiatalembernek bele kell tanulnia az üzletbe, hogy egyszer majd apja helyére lépjen. Ferenc engedelmeskedik atyja akaratának, aki megmutatja neki azokat a kincseket, amelyeket a háború alatt szerzett, amikor csekély összegekért tudott nagy értékeket vásárolni. A fiatalember ellátogat apja egyik kelmefestő műhelyébe is. A látvány megdöbbenti: elfásult öregek, koravén fiatalok élnek és dolgoznak nyomorúságos körülmények között. A könnyeivel küszködő Ferenc egy járni is alig tudó öregembert kivezet a szabadba, a napfényre. A szülői házban Pietro magánkívül van, miután értesül arról, hogy ostoba fia sétálni vitte a munkásokat, akik egész nap nem csináltak semmit. Feleségét, a francia származású Picát hibáztatja, szerinte Ferencet az anyja rontotta el ezzel a franciásan finomkodó modorral. Az asszony hiába próbálja megbékíteni a férjét, hiába mondogatja, hogy egész Assisi irigyli őket, mert jámbor és jóravaló gyermekük van. A családi vita tetőpontján megérkezik a boldogan mosolygó Ferenc. Apja rátámad és alaposan elveri, Pica hiába próbálja megakadályozni ebben. Pietro kijelenti, hogy Ferenc nem viselkedhet többé úgy, mintha bolond lenne, s másnap velük kell jönnie a templomba is.
A másnapi misén Ferenc egyre kényelmetlenebbül érzi magát. Végül nem tud uralkodni magán, és hangosan felkiált: „Ne!” Viselkedése nagy megdöbbenést vált ki, a fiatalember azonban észrevehetően megkönnyebbült. Ferenc rövidesen házuk ablakán hajigálja ki édesapja gyönyörű szöveteit, melyeket a járókelők természetesen boldogan szedegetnek össze. Az ifjú azt kiáltja, hogy meg kell szabadulni minden kincstől, mert azok nem tesznek boldoggá, az igazi kincsek a mennyben vannak. Az emberek csak nevetnek rajta, és örülnek, hogy pénz nélkül hozzájutottak az értékes kelmékhez. A felbőszült Pietro könyörtelenül elveri a fiát, Pica hasztalan zokog és könyörög Ferenc érdekében. Bernardone egyenesen a kormányzó elé vonszolja Ferencet, hogy igazságot követeljen. A kormányzó szerint az ügy Guido püspök hatáskörébe tartozik. A püspöknek egyáltalán nincs ínyére, hogy egy családi perpatvar miatt félbehagyja az ebédet, mikor alig várta már, hogy véget érjen a böjt. Szolgája azonban figyelmezteti, hogy az ügynek máris nagy a visszhangja, időközben rengetegen csatlakoztak a bősz apához. Guido végül megjelenik a sokaság előtt. Pietro előadja a sérelmét. Szerinte a fia meglopta őt, szétosztotta mindazt, amit ő kemény munka árán gyűjtött össze. A magántulajdon elleni vétség olyan cselekedet, amely a püspököt is érzékeny ponton érinti. Felforgatónak véli Ferencet, ám az ifjú azt feleli, ő csupán megvilágosodott. Méltatlannak érzi magát arra, hogy pap legyen, mindössze boldog szeretne lenni, a lelkét akarja megtalálni az Úr dicsőítésében és a természet szépségeinek csodálatában. A püspök által celebrált húsvéti szentmise alatt leveti az összes ruháját, s mindent visszaad apjának, a nevét is beleértve. A meztelen ifjúra Guido ráteríti a palástját, melyet Ferenc azonnal továbbad egy nincstelennek. Ő maga ruhátlanul indul el a város kapuja felé, hogy minden kötöttségtől megszabadulva új életet kezdjen.

Klára (Judi Bowker)

Beköszönt a tél. A keresztes háborúból egy megfáradt lovag tér haza, Bernardo. A város fiataljai megünneplik a hős visszatérését. Bernardo régi barátja, Ferenc után érdeklődik. Van, aki erre azt feleli, hogy Ferenc megváltozott, mások szerint megbolondult, hiszen jelenleg épp azon munkálkodik, hogy egymaga építse újjá a Szent Damján-kápolnát. Bernardo kérdésére kiderül, hogy senki nem látogatta meg Ferencet, aki pedig valaha a legjobb barátjuk volt. A többiek azzal védekeznek, hogy nem engedhetik meg maguknak, hogy kapcsolatot tartsanak Ferenccel. Bernardo felkeresi őt. Ferenc és néhány szerencsétlen ember nyomorúságos körülmények között ugyan, mégis boldogan építik a templomot, kitartó munkával rakosgatják egymásra a köveket. Bernardo felajánlja segítségét, hogy Ferenc visszatérhessen Assisibe, de az ifjú nem akar a régi módon élni. Bernardo megérzi, hogy barátjában fontos és magasztos átalakulás megy végbe. Csatlakozik hozzá. Hamarosan két barátjuk érkezik, Silvestro és Giacondo, hogy legalább Bernardót megpróbálják hazatérésre bírni. Azzal csábítják, hogy ő adhatná át Assisi kulcsait a városba látogató Ottó császárnak. Bernardót nem érdekli az ajánlat, szerinte nincs mit mondania a császárnak. Ferenc nem ért vele egyet, szerinte nagyon is lenne mit mondani egy uralkodónak: dobja a jogarát a sárba, vesse az ékszereit a folyóba, ne nézze tétlenül alattvalói nélkülözéseit. Silvestro megijed e szavaktól, most már esze ágában sincs Bernardót magával vinni. Giacondo azonban úgy gondolja, Ferencnek igaza van. Elzavarja Silvestrót. Később ő is visszaindulna Assisibe, ekkor azonban meglát a fal tövében egy didergő alakot. Odamegy hozzá, és ráteríti prémkabátját. Aztán úgy dönt, hogy ő is Ferenccel marad. Ottó császár fényes ünnepség keretében vonul be Assisibe. Az előkelőségek között ott van Silvestro is. Váratlanul mindent maga mögött hagyva a császár elé szalad, s pontosan azokat a szavakat kiáltja felé, melyeket Ferenctől hallott. A testőrök elzavarják, ő pedig boldogan szalad a San Damiano felé.
A püspök és a kormányzó között vita bontakozik ki Ferencről és követőiről. Guido szerint nem bűn, ha néhányan úgy döntenek, hogy helyreállítanak egy romos templomot, és olyan szegénységben fognak élni, mint Jézus és az apostolok. A ferencesek a városba jönnek, hogy élelmet kolduljanak. Mindenhol kigúnyolják és megdobálják őket, ám a kéregetők megbocsátó derűvel fogadják a megpróbáltatásokat is. Ferenc elmegy szülei házához is, a zsaluk azonban zárva maradnak. Giacondo a szakadó esőben bevallja, hogy zokszó nélkül képes elviselni minden megpróbáltatást, egyedül a szerelem érzéséről nem képes lemondani. Ferenc azt feleli, nem is kell, hiszen ők nem papok, nem tettek szüzességi fogadalmat. Ha Giacondo úgy érzi, nem tud szerelem nélkül élni, menjen, házasodjon meg és sokasodjon. Isten is ezt akarná, hiszen kihalna az emberiség, ha mindenki megfosztaná magát a szerelem élményétől. Giacondo ekkor döbben rá Ferenc bölcsességére. Barátja előre tudta, hogy ez fog történni, ezért nem is vágott tonzúrát Giacondo hajába. Ferenc egyvalakitől kap elemózsiát a városban: Klára nyújt át neki egy cipót. Egy szép napon a lány azzal a szándékkal keresi fel, hogy ő is csatlakozni szeretne hozzájuk. Egy vízesés mellett levágják a haját, és ezzel a szimbolikus cselekedettel Klára szintén a rend tagja lett.
A kitartó munka eredményeként felépül a Szent Damján-kápolna. Assisi egyszerű polgárai jönnek el, ajándékokat hoznak, és az együttlét, az összetartozás élményét élik át. Assisi templomában már csak a városi előkelőségek foglalnak helyet, azok a szülők, akik nem értik Ferenchez csatlakozott gyermekeik viselkedését. A ferencesek a rászorulók segítésének szentelik magukat: etetik és ápolják a betegeket, a mozgásra képteleneket. Klára azzal a hírrel érkezik, hogy a San Damiano kigyulladt. Mindenki odasiet. A helyszínen egy halott hever. A szemtanúk elmondják, hogy a kápolnát a püspök emberei gyújtották fel, és az elhunyt ezt szerette volna megakadályozni. Ferenc nem érti, miért történt meg mindez, nem tudja, mit csinált rosszul. Úgy érzi, segítségre van szüksége, isteni útmutatásra, melyet ki mástól kaphatna meg, mint az Úr földi helytartójától, a pápától? Elhatározza, hogy követőivel együtt elzarándokol Rómába. Egykori barátjuk, Paolo hasztalan próbálja hazatérésre bírni őket, Rómában újra találkozik velük. Gúnyolódik rajtuk, hogy mocskosan és szakadtan semmi reményük nincs arra, hogy Őszentsége elé kerüljenek. Ferenc a segítségét kéri. Paolo hajlandó segíteni, amennyiben Ferenc azt a szózatot fogja felolvasni a pápa előtt, amit ő előre megírt. Ennek fejében arra is hajlandó, hogy megbékítse a ferenceseket Assisi polgáraival. Ferencéknek sikerül a pápa elé járulniuk. Őszentsége felszólítja az ifjút arra, hogy beszéljen, mondja el jövetelük célját. Ferenc belekezd Paolo szövegének felolvasásába, ám néhány mondat után abbahagyja az olvasást. A szerénységről és alázatról szóló saját szavai nagy felzúdulást váltanak ki, a magas egyházi méltóságok felháborodnak azon, hogy egy ágrólszakadt ifjú kioktatja őket a Szentírásból. Az őrség elhurcolja Ferencet és társait. Az eddig háttérben tartózkodó Paolo most vállalja, hogy ő is Ferencékhez tartozik. Őszentsége ujját az égnek meresztve, szótlanul magasztos áhítatba merül. A körülötte tartózkodók bocsánatát kérik az iménti kínos incidens miatt. A pápa elrendeli, hogy Ferencéket vezessék újra a színe elé. Lejön a magas emelvényről, Ferenc elé megy, hogy újra megkérdezze, mit kíván tőlük. Ferenc azt feleli, az Urat szeretné dicsőíteni, s a természet szépségében gyönyörködni. Tanácsot kér, hogy mit csináljon, mi az, amit rosszul cselekedett. Őszentsége azt feleli, nincs szükség a tanácsaira. Ferenc ne hibáztassa magát, mert az ember hajlamos az eredendő bűn mellett megfeledkezni az eredendő ártatlanságról. A pápa megáldja Ferencet és rendjét, majd letérdel, és megcsókolja a rongyos látogató piszkos lábát. A látvány megdöbbenti a jelen lévő, finom ruhákban páváskodó bíborosokat, ám van, aki érteni véli Őszentsége különös viselkedését, hiszen a ferencesek szegénysége visszaterelheti a vallástól elfordult szegényeket az egyház kebelébe.

## Az igazi Assisi Szent Ferenc

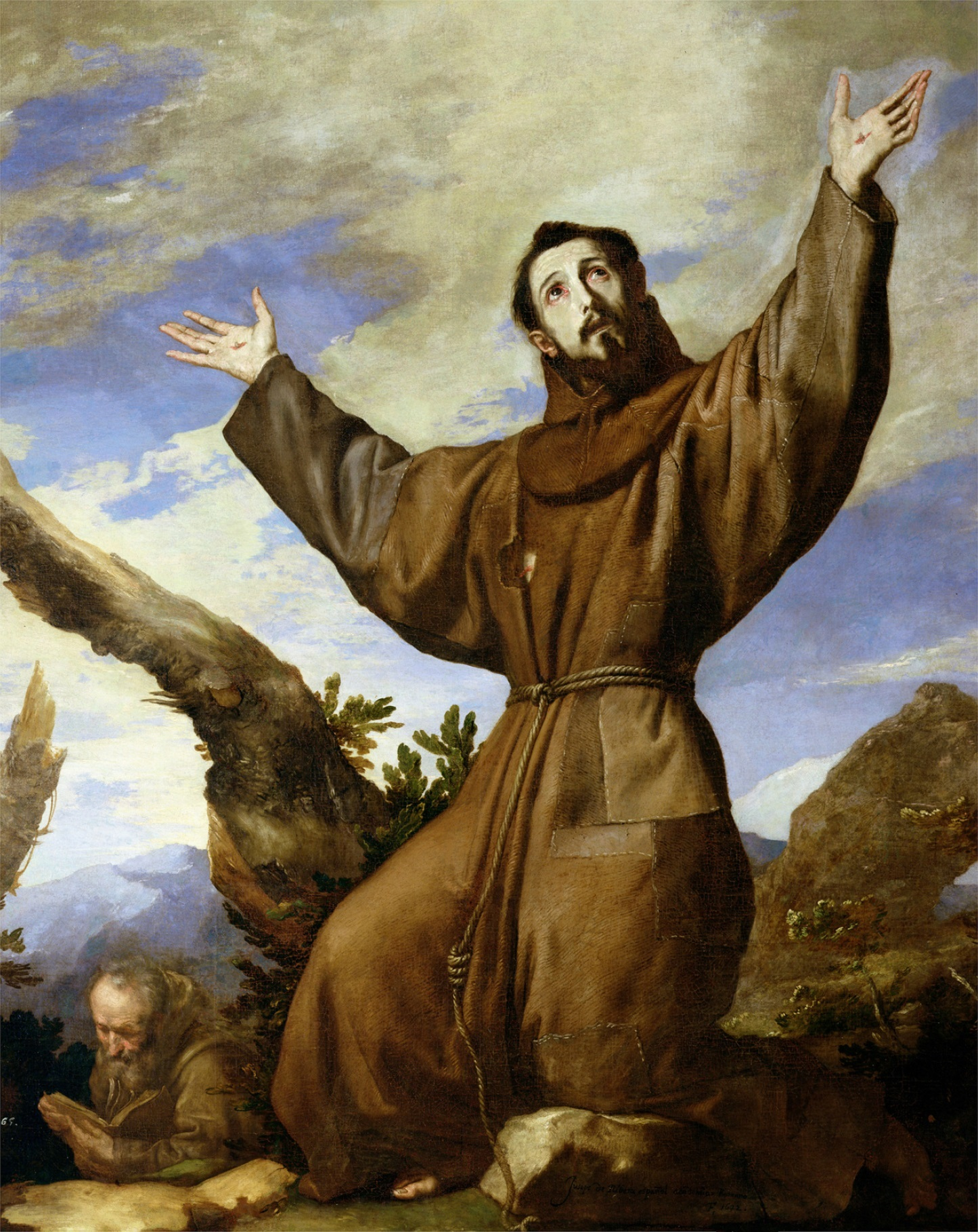
Assisi Szent Ferenc Jusepe de Ribera 1642-ben készült festményén

Assisi Szent Ferenc születésének pontos dátuma nem ismeretes: valamikor 1181 nyarán vagy őszén jött a világra Assisi városában. Eredeti neve Giovanni di Pietro Bernardone volt, francia édesanyja nevezte el Francescónak, ami annyit tesz „kis franciácska”, s ebből az elnevezésből ragadt rá később a Francesco - azaz Ferenc - név. 1190-ben Ferenc a San Giorgio-plébánia iskolájában tanult. 1202 novemberében háború tört ki Assisi és Perugia között, melyben Ferenc is részt vett. A collestradai csatában Assisi vereséget szenvedett. Ferenc egy perugiai börtönbe került, ahonnan egy évvel később szabadult ki, miután apja váltságdíjat fizetett érte. Két évig tartott, míg Ferenc kiheverte a börtönben szerzett betegségét. 1205 tavaszán újabb csatába indult, ezúttal Apulia ellen. Az indulást követő napon azonban hazatért, miután Spoletóban látomása volt. Álmában egy ismeretlen hang megkérdezte tőle, hová megy. Miután Ferenc válaszolt, a hang újabb kérdést tett fel: „Ki tehet érted többet, az Úr vagy a szolga?” Ferenc így felelt: „Az Úr.” A hang tovább folytatta: „Akkor miért hagyod el az Urat a szolgáért, a fejedelmet az alattvalóért?” Ferenc zavarodottan visszakérdezett: „Uram, mit akarsz, hogyan cselekedjek?” A válasz ez volt: „Térj vissza a szülőföldedre, és majd meglátod, mit kell cselekedned.” Ekkor kezdődött Ferenc megtérése.
1205 őszét és telét Ferenc az Assisi környéki barlangokban meditálással és imádkozással töltötte. A város polgárai bolondnak hitték. Apjával való konfliktusa 1206 elején került Guido püspök elé. Ferenc szimbolikusan megtagadta apját, s visszaadott neki mindent, amit tőle kapott, a nevét is beleértve: „Figyeljetek ide mindannyian, és vegyétek tudomásul, mostanáig Pietro Bernardonét neveztem apámnak. Ám mivel felajánlottam Istennek szolgálataimat, visszaadom a pénzt… és minden ruhát, ami az övé, mivel mostantól azt akarom mondani: Atyám, ki a mennyekben vagy; s nem azt: atyám, Pietro Bernardone.” 1206 tavaszán Ferenc leprásokat ápolt Gubbióban, illetve a Szent Damján-, Szent Péter- és a Porziuncola-kápolna helyreállításán munkálkodott. 1208 februárjában kezdődtek Ferenc prédikációi. Ugyanezen év tavaszán csatlakozott hozzá többek között Bernát (Bernardo), a cataniai Pietro Cattani, valamint Egyed, egy fiatal földműves. Ekkor került sor első missziójukra is. 1209 elején Ferencnek 11 követője volt, s egy rövid regulát alkotott számukra, III. Ince pápa pedig korlátozásokkal ugyan, de elismerte az új rendet, a ferenceseket.
1212 virágvasárnapján egy Klára nevű fiatal nemes hölgy is csatlakozott a ferencesekhez, ő lett ferenc első női követője. Az 1210-es évek első felében Ferenc a rendje érdekében Spanyolországba ment. 1215-ben részt vett a IV. lateráni zsinaton, ahol Domonkossal, a másik új szerzetesrend, a domonkosok megalakítójával is találkozott. 1217-től a növekedésnek indult ferences rend térítői távoli missziókra indultak. 1220-ban Ferenc lemondott a rend vezetéséről. Három évvel később fogalmazta meg második reguláját a rend számára, melyet III. Honoriusz pápa hagyott jóvá. 1224. augusztus 15. és szeptember 29. között a La Verna hegyen böjtölő Ferenc testén stigmák jelentek meg - a hagyomány szerint ő az eddig ismert egyetlen személy, akinek testén Jézus összes stigmája megjelent. Egészségi állapota fokozatosan romlott, 1225 elején egy szembetegség miatt majdnem megvakult, aktivitása azonban nem csökkent. Ugyanebben az évben megírta a Naphimnusz című költeményét, és sikerült megbékítenie Assisi viszálykodó hatalmasságait is. 1226-ra nyilvánvalóvá vált, hogy rövidesen meghal. Különféle gyógymódokat próbáltak ki rajta, de egyik sem hozott eredményt. 1226. október 3-án örökre lehunyta a szemét. Másnap temették el az assisi San Giorgio-templomban. 1228. július 16-án IX. Gergely pápa szentté avatta. 1230. szeptember 30-án Ferenc maradványait átszállították a tiszteletére emelt Szent Ferenc-bazilikába.

## Háttérinformációk

### A megtért Zeffirelli
A Napfivér, Holdnővér Assisi Szent Ferenc életének legismertebb és legnépszerűbb filmes feldolgozása. Franco Zeffirelli a XIII. századi szentet az 1960-as évek hippi- és diákmozgalmaival hozta kapcsolatba, lényegében úgy ábrázolva Ferencet, mint egy „középkori virággyerek”-et. Párhuzamokat vont Ferenc és Jézus élete között, sőt a filmnek bizonyos önéletrajzi vonatkozásai is vannak. Zeffirelli előző alkotása, a népszerű Shakespeare-dráma alapján forgatott Rómeó és Júlia (1968) szintén több volt egyszerű adaptációnál, mivel a rendező az 1960-as évek végének fiatalságához akarta közel hozni a szomorú történetet. Ahogy a Look Magazine 1967. október 17-i számában nyilatkozta, Rómeó, Júlia, Mercutio, Tybalt vagy Benvolio valójában olyanok, mint bármelyik mai fiatal, akik szeretnének kívül maradni szüleik gyűlölködésén és háborúskodásán. Lényegében a múlt és jelen közötti párhuzamokat kívánta kihangsúlyozni Assisi Szent Ferenc életének feldolgozásával is. Sőt a Napfivér, Holdnővér akár úgy is értelmezhető, mint Rómeó és Júlia történetének spirituális variációja, melyben Rómeó megfelelője Ferenc, Júliáé pedig Klára. A testiség nélküli összetartozást a film címe – amely egyébként Szent Ferenc saját költeményéből, a Naphimnuszból származik – is szimbolizálja: nappal (Nap) és éjszaka (Hold), férfiasság (fivér) és nőiesség (nővér) egymástól elválaszthatatlan, ugyanakkor egymástól elkülönülő fogalmak.
A téma egy 1969-ben történt, kis híján halálos autóbalesetet követően kezdte el foglalkoztatni Zeffirellit. Évekkel később, 1987-ben megjelent önéletrajzában úgy idézte fel ezen időszak eseményeit, hogy a balesetet megelőzően „tipikusan lusta olasz katolikus és meggondolatlan hívő” volt, aki éppen csak annyit foglalkozott a vallási dolgokkal, hogy megmaradhasson a katolikus egyház kebelében, és hagyta, hogy az élet egyéb dolgai háttérbe szorítsák a hitét. A Salvator Mundi kórházban lábadozott, ahol állítása szerint látta a halál angyalát, sőt megjelent előtte elhunyt nénikéje is, aki szemrehányást tett neki azért, hogy kis híján követte őt a túlvilágra. Látott még egy fekete egyházi palástot viselő ismeretlent, aki arról beszélt, hogy számos jó cselekedetet vitt véghez, mielőtt eltűnt volna. E víziók hatására Zeffirellinek eszébe jutott a hegyi beszéd, ezért arra kérte a kórház jezsuita káplánját, Callaghan atyát, hogy olvasson fel neki az evangéliumokból. A felolvasások arra indították a rendezőt, hogy átgondolja addigi életét és a valláshoz való viszonyát. Egyik álmában Szent Ferenc jelent meg előtte, és ez az éteri találkozás végleg megváltoztatta a művész gondolkodásmódját. Zeffirelli úgy döntött, hogy munkásságát a továbbiakban Istennek ajánlja, mert hite megerősödött önmagában és az egyház tanításaiban, és ezzel összhangban addigi életét bűnösnek nyilvánította. Elhatározta, hogy filmet forgat Szent Ferencről, és úgy érezte, cselekedeteit onnantól fogva a Gondviselés irányította. Kívülálló számára alighanem mosolyt fakasztó gondolat az Isten és ember közötti közvetlen kommunikáció, amint erre a film egyik epizódja is utal, s amellyel Zeffirelli egyben választ ad azoknak is, akik az ő elhivatottságában kételkednek. Ebben a jelenetben Giacondo gúnyolódva kérdezi: „Isten talán pont azért szállt le a földre, hogy Francescóval beszéljen?” Silvestro kijelenti: „Isten már sok emberhez beszélt.”

### A forgatókönyv és a színészek
Zeffirellinek nem volt egyszerű megvalósítania a filmet a saját elképzelései szerint. Állítólag mintegy 20 olyan forgatókönyv-tervezetet utasított vissza, melyek arra az elgondolásra épültek, hogy Ferenc tulajdonképpen Luther Márton (1483–1546) szellemi elődje volt. A rendező eljárása ebben a kérdésben teljesen érthető, hiszen Lutherrel ellentétben Ferenc sosem kérdőjelezte meg sem az egyház tanításait, sem a pápa vezető szerepét. A forgatókönyv végső változatát Zeffirelli írta meg Lina Wertmüller és Suso Cecchi D’Amico közreműködésével. (Az angol párbeszédek Kenneth Ross munkája.) Wertmüller főleg filmrendezőként ismert (a Hétszépségű Pasqualino című alkotását Oscar-díjra is jelölték), D'Amico pedig többek között Luchino Viscontinak, Zeffirelli mesterének egyik munkatársa volt. Zeffirelli az általa elgondolt Ferenc-kép megvalósítása érdekében azonban több ponton eltért a történelmi tényektől. Nála például Ferenc megvilágosodása a perugiai fogság után következik, az Apulia elleni hadjáratot a spoletói látomással együtt teljesen kihagyta. Ez még felfogható dramaturgiai szempontból szükséges egyszerűsítésnek is. Lényegesen vitathatóbbak más változtatások, például az, hogy Guido püspök elrendeli a San Damiano-kápolna felgyújtását, illetve az, hogy Klára a ferencesekkel együtt él és tevékenykedik. Valójában Guidónak ugyan magas méltósága ellenére is megvoltak a maga emberi gyarlóságai, mindazonáltal Ferenc pártfogójának számított. Klára pedig a ferencesektől elkülönülve élt, a pápai áldást követően növekedésnek indult rend női tagjaival együtt (köztük voltak húgai, Ágnes és Beatrice is) a San Damiano-kápolnában. (A ferencesek leggyakoribb tartózkodási helye a Porziuncola-kápolna volt.)
Zeffirelli fontos szerepet szánt a zenének, ezért az előkészületi fázisban még az a gondolat is felmerült, hogy a Beatles együttes tagjai játsszák el a fontosabb szerepeket, és komponálják a kísérőzenét, ezek az elképzelések azonban különböző problémák miatt meghiúsultak. Szó volt arról is, hogy Caetano Veloso brazil énekes legyen a főszereplő. Az 1970-es évek legelején még ismeretlennek mondható Al Pacinóval próbafelvétel is készült, ám a rendező túlságosan színpadiasnak tartotta őt, az volt a véleménye, hogy túljátssza a szerepet. Választása végül egy ismeretlenre, Graham Faulknerre esett. Zeffirelli mindig kitűnő érzékkel választotta meg a színészeit, s bár felfedezettjei közül később nem mindenki lett ismert sztár, nála mégis pontosan azt nyújtották, amire a rendezőnek akkor és ott szüksége volt. Faulkner ugyanolyan telitalálat volt Ferenc szerepére, mint Leonard Whiting Rómeó eljátszására, noha Grahamnek a film után a Whiting-féle villámkarrier sem adatott meg. Klára szerepére felmerült a még pályakezdő Isabella Rossellini – Ingrid Bergman svéd színésznő és Roberto Rossellini olasz filmrendező lánya – neve, Zeffirelli azonban Judi Bowker mellett döntött. Szó volt arról, hogy szerepel a filmben az 1960-as évek végén feltűnt tehetséges fiatal színész, Robin Askwith is, ám végül nem került be a produkcióba. A stáb tagja volt viszont egy másik tehetséges pályakezdő, Peter Firth, aki később olyan filmekben nyújtott emlékezetes alakításokat, mint az Equus (1977), a Joseph Andrews (1977) és az Egy tiszta nő (1979).

### Forgatási helyszínek

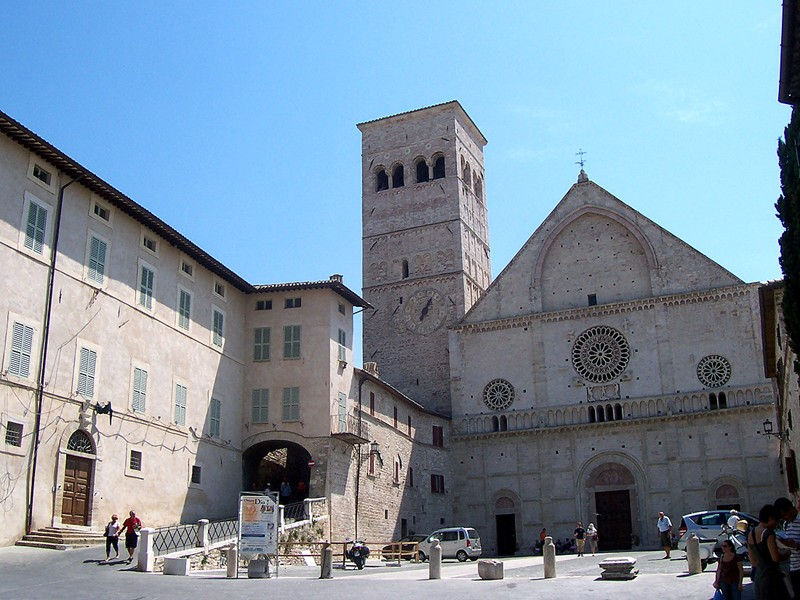
A San Rufino katedrális (Duomo di San Rufino), ahol Szent Ferencet és Szent Klárát is megkeresztelték

A filmet teljes egészében Olaszországban forgatták, javarészt külső helyszíneken. 

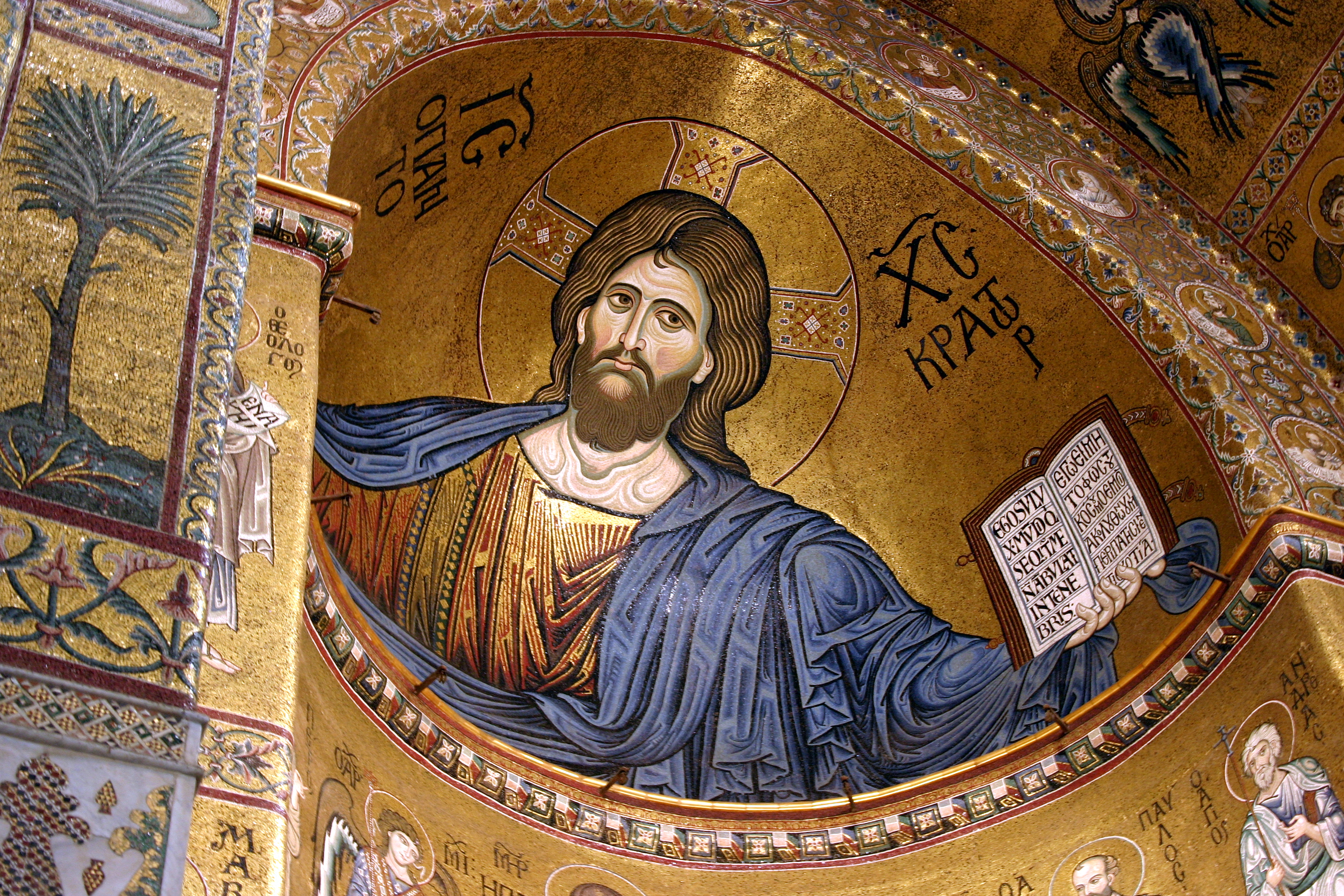
A szicíliai Monreale mozaikképe

Néhány belső jelenetet a római Dear Studiosban vettek fel. A pápai rezidencia belső tereit szintén stúdióban építették fel, a pápai trón fölött látható hatalmas Krisztus-ábrázolás viszont valójában a szicíliai Monreale XII. századi katedrálisában látható mozaik. Az Assisi templomának belsejében játszódó jelenetek helyszíne a toszkánai Montalcinóban található Sant’ Antimo apátság volt. Azt a jelenetet, melyben Ferenc a tömeg előtt leveti a ruháit, Montalcino erődjében (Fortezza/Rocca) rögzítették. A Porziuncola valójában egy réten emelt díszlet volt. Forgatási helyszín volt még Gubbio, Norcia (a Piano Grande di Castellucción) és San Gimignano. A szabadban játszódó jeleneteknél meghatározó szín a zöld, a piros és a fehér, melyeknek a középkori értelmezés szerint sajátos jelentéstartalmaik voltak. A zöld kapcsolódott az élethez, a piros az önfeláldozáshoz, a szeretethez és a jótékonysághoz, a fehér pedig a tisztasághoz és az ártatlansághoz.

### A zene és az olasz verzió
Zeffirelli elképzelésének része volt, hogy Ferenc alakját a kísérőzene segítségével is közelebb hozza a nézőkhöz. Miután a Beatles együttessel meghiúsult a tervezett együttműködés, felvetődött, hogy Leonard Cohen vagy Leonard Bernstein legyen a film zeneszerzője. Különböző okokból velük sem sikerült a megegyezés. Bernstein az általa komponált anyagot később felhasználta a Mise című művéhez. Végül a skót szerző-énekes, Donovan írta meg és énekelte el a betétdalokat. Donovan az 1960-as évek hippimozgalmának egyik emblematikus előadóművésze volt, akinek közreműködése Zeffirelli szándékának megfelelően Ferencet a „virággyerekek”-kel hozta kapcsolatba. A dalok természetesen önálló albumon is megjelentek, amely különösen sikeres kiadvány lett. 2004-ben Donovan újra lemezre énekelte a film dalait, az anyag azonban exkluzív jelleggel kizárólag az iTunes Store-on keresztül került forgalomba. Zeffirelli filmje kétféle változatban készült el: az olasz közönségnek, illetve a nemzetközi piac számára. A két verzió azonban nem csupán nyelvében tér el egymástól, hanem szerkezetében is: majdhogynem két különböző filmről van szó. Az olasz nézők Donovan dalai helyett Riz Ortolani zenéjét hallhatták, továbbá a számukra bemutatott változat játékideje több mint 10 perccel hosszabb volt. Az olasz verzióban a történet eleje nem visszaemlékezés formájában látható, mint a nemzetközi kópiákon, hanem az események időrendben következnek. A kétféle változat egyes jeleneteiben olykor eltérőek a helyszínek, a beállítások, sőt még a párbeszédek is.

### A titokzatos folytatás
2005-ben Zeffirelli hozzálátott a film folytatásához, melynek a Tre fratelli (Három fivér) címet adta. Nem elképzelhetetlen azonban, hogy a mű végül nem készült el, aminek a legbiztosabb jele, hogy alig állnak rendelkezésre róla információk. Nincs adat arról, hogy bemutatták volna valahol a mozik vagy valamelyik tévécsatorna, illetve megjelent volna DVD-n. Jogos a feltételezés, hogy egy olyan világnagyságnak, mint Zeffirelli, nyilván egy gyengébb filmje is jelentős nemzetközi visszhangot váltana ki. A mű nemlétezésére utal, hogy 2008-ban törölték az adatlapját az IMDB-ről. Ugyanezen év végén azonban a film hiányos adatokkal ugyan, de még mindig szerepelt az olasz Wikipédián.

## Magyar kritikai visszhang
„Tényszerűen, de társadalmi-történelmi összefüggései nélkül filmesítette meg Zeffirelli Assisi Ferenc életét: jólétben telt, gondtalan ifjúságát, háborús sebesülését, hosszú gyógyulását és a »szegény Krisztus« követését. Hiteles a filmben minden, az öltözékek, a tárgyak, az egyházi ceremóniák, csak a lényeg nem: az Isten utáni vágy feltámadása. A számtalan apróság andalítóan hat a nézőre, s a rendező »mesterien« kerüli meg azokat az elsősorban politikai kérdéseket, hogy milyen társadalomból és miért vonult ki Assisi Ferenc, hogy szegénységet hirdető tanai kikre és miért voltak veszélyesek, és hogy az egyház végül is miért fogadta kebelébe.”
(Koltai Ágnes kritikája. In: Filmvilág 1982/2, 47. oldal)

## Főszereplők
- Graham Faulkner (Ferenc)
- Judi Bowker (Klára)
- Leigh Lawson (Bernardo)
- Kenneth Cranham (Paolo)
- Lee Montague (Pietro di Bernardone)
- Valentina Cortese (Pica di Bernardone)
- Alec Guinness (III. Ince pápa)
- Michael Feast (Silvestro)
- Nicholas Willatt (Giacondo)
- John Sharp (Guido püspök)
- Adolfo Celi (Assisi kormányzója)
- Francesco Guerrieri (Deodato)
- Peter Firth (nem szerepel a stáblistán)[9]
- Carlo Hinterman
- Carlo Pisacane (San Damianó-i pap)
- Sandro Dori (Pietro di Bernardone szolgája)
- Aristide Caporale (egy öreg robotoló)
- Nerina Montagnani (koldusasszony)

## Díjak és jelölések

### Oscar-díj
- 1974 jelölés Lorenzo Mongiardino, Gianni Quaranta, Carmelo Patrono (legjobb díszlet)

### BAFTA-díj
- 1974 jelölés Danilo Donati (legjobb jelmez)

### David di Donatello-díj
- 1972 díj Franco Zeffirelli (legjobb rendező, megosztva Sergio Leonéval)

### Ezüst Szalag díj
- 1973 díj Ennio Guarnieri (legjobb operatőr)

### San Sebastián-i Nemzetközi Filmfesztivál
- 1973 díj Franco Zeffirelli (OCIC-díj)